# Luis César Amadori
Luis César Amadori (Pescara, Itàlia, 28 de maig de 1902 - Buenos Aires, Argentina, 5 de juny de 1977) va ser un director de cinema, guionista, escriptor, músic, lletrista i productor argentí nascut en Itàlia.

## Carrera
Luis César Amadori va ser una notable i indefugible figura de l'època daurada del cinema, teatre i del tango argentí. Nascut a Itàlia va emigrar als 5 anys a l'Argentina. Va començar els seus estudis en una escola primària de Vila Ballester i va fer el batxillerat en el Col·legi De La Salle Buenos Aires. Va cursar els seus estudis universitaris de medicina en Còrdova en 1918, si bé els va abandonar en favor de la seva vocació d'escriptor i adaptador de comèdies franceses.
Va ser escollit per Walt Disney per a dirigir el doblatge a l'espanyol de 4 dels seus propis films, Fantasía, Pinotxo, Dumbo i Bambi; el director de fotografia de la seva pel·lícula Madreselva va ser l'hongarès John Alton, qui després va desenvolupar la seva carrera en Hollywood. Com a guionista cinematogràfic va utilitzar el pseudònim de Gabriel Peña, com a autor de revistes musicals el de Leo Carter; els seus íntims l'anomenaven Gino.

## Exili
La dictadura Militar de 1955 va decretar la proscripció del peronisme i de tot allò que el referís, per la qual cosa, amb càrrecs ficticis va ser capturat juntament amb uns altres com Hugo del Carril i Atilio Mentasti. En 1955 va emigrar a Espanya a causa del cop d'estat contra Juan Perón que va instaurar l'acte-denominada Revolució Llibertadora i va començar a perseguir-lo per les seves idees polítiques. Es va convertir així en una de les figures de la direcció al cinema espanyol dels 50 i els 60, sobretot de tall històric.
Es va iniciar amb Ivo Pelay per a estrenar en el Teatre Nou una adaptació francesa titulat Un buen muchacho. Després va passar al Teatre Comèdia i, finalment, es va exercir per llarg temps com a empresari del Teatre Maipo (en 1940 compra la sala) on va muntar desenes d'espectacles de revista. Incursionó també en el teatre líric.
Va ser directiu d'Argentores i va exercir la crítica musical en més de 150 peces teatrals i diversos llibres cinematogràfics.
Va tenir el seu únic fill varó Luis Alberto Amadori, que va tenir amb la cèlebre actriu de cinema Zully Moreno (1920-1999), casat des de 1947. Va morir al seu domicili a Buenos Aires el 5 de juny de 1977 als 75 anys.

## Filmografia
- 1968 — Cristina Guzmán
- 1967 — Buenos días, condesita
- 1967 — Un novio para dos hermanas
- 1967 — Amor en el aire
- 1966 — Acompáñame
- 1965 — Más bonita que ninguna
- 1964 — Como dos gotas de agua
- 1964 — El señor de La Salle
- 1963 — La casta Susana
- 1958 — Una muchachita de Valladolid
- 1958 — La violetera
- 1958 — ¿Dónde vas, Alfonso XII?
- 1958 — Amor prohibido
- 1955 — El amor nunca muere
- 1955 — El barro humano
- 1954 — Caídos en el infierno
- 1954 — El grito sagrado
- 1953 — La pasión desnuda
- 1952 — La de los ojos color del tiempo
- 1952 — Eva Perón inmortal (curtmetratge)
- 1951 — Me casé con una estrella
- 1951 — Soñemos (curtmetratge)
- 1950 — Nacha Regules
- 1949 — Almafuerte
- 1949 — Una noche en el Ta Ba Rin
- 1949 — Juan Globo
- 1949 — Don Juan Tenorio
- 1948 — Dios se lo pague
- 1947 — Una mujer sin cabeza
- 1947 — Albéniz
- 1946 — Mosquita muerta
- 1945 — Dos ángeles y un pecador
- 1945 — Santa Cándida
- 1945 — Madame Sans Gene
- 1944 — Apasionadamente
- 1943 — Carmen
- 1943 — Luisito
- 1943 — Son cartas de amor
- 1942 — Claro de luna
- 1942 — Bajó un ángel del cielo
- 1942 — La mentirosa
- 1942 — El tercer beso
- 1942 — El profesor Cero
- 1941 — Soñar no cuesta nada
- 1941 — Orquesta de señoritas
- 1941 — La canción de los barrios
- 1941 — Napoleón
- 1940 — Hay que educar a Niní
- 1940 — El haragán de la familia
- 1939 — Caminito de gloria
- 1939 — Palabra de honor
- 1938 — Madreselva
- 1938 — El canillita y la dama
- 1938 — Maestro Levita
- 1937 — El pobre Pérez
- 1936 — Puerto Nuevo

## Lletres de les seves cançons més importants
- Alma de Bandoneón[3]
- Madreselva
- Cartas de Amor
- Cobardía
- Confesión
- De Contramano
- Desencanto
- El Anillo de Oro
- Envidia
- Fondín de Pedro Mendoza
- Olvido
- Quién Hubiera Dicho
- Quisiera Amarte Menos
- Rencor
- Serenata
- Tormento
- Tu Sombra
- Vendrás Alguna Vez
- Ventanita Florida
- Yo También Soñé